# Syrianarpia
Syrianarpia és un gènere d'arnes de la família Crambidae.

## Taxonomia
- Syrianarpia faunieralis Gianti, 2005
- Syrianarpia kasyi Leraut, 1984
- Syrianarpia mendicalis (Staudinger, 1879)